# Рокета Сант'Антонио
Рокѐта Сант'Анто̀нио (на италиански: Rocchetta Sant'Antonio, на местен диалект Rucchètte, Рукете) е село и община в Южна Италия, провинция Фоджа, регион Пулия. Разположено е на 633 m надморска височина. Населението на общината е 1982 души (към 2010 г.).